# 三重県道610号南中津原畑新田線
三重県道610号南中津原畑新田線（みえけんどう610ごう みなみなかつはらはたしんでんせん）は、三重県いなべ市を通る一般県道である。

## 概要
いなべ市北勢町南中津原からいなべ市員弁町畑新田に至る。

### 路線データ
- 起点：三重県いなべ市北勢町南中津原（字上沢118番地先[1][2]：三重県道609号東貝野南中津原丹生川停車場線交点）
- 終点：三重県いなべ市員弁町畑新田（字留岸32番地先[1][2]：三重県道5号北勢多度線交点）

## 歴史
- 1959年（昭和34年）
  - 1月25日 - 認定[3]

起点：三重県員弁郡北勢町大字南中津原
終点：三重県員弁郡員弁町大字畑新田
  - 5月8日 - 道路区域の決定[4]

三重県員弁郡北勢町大字南中津原字東垣内680の2番地先から三重県員弁郡員弁町大字畑新田字留岸32番地先まで（延長5.40 km）
- 2007年（平成19年）4月1日 - 自治体合併に伴う変更[5]

起点：三重県いなべ市北勢町南中津原
終点：三重県いなべ市員弁町畑新田

## 地理

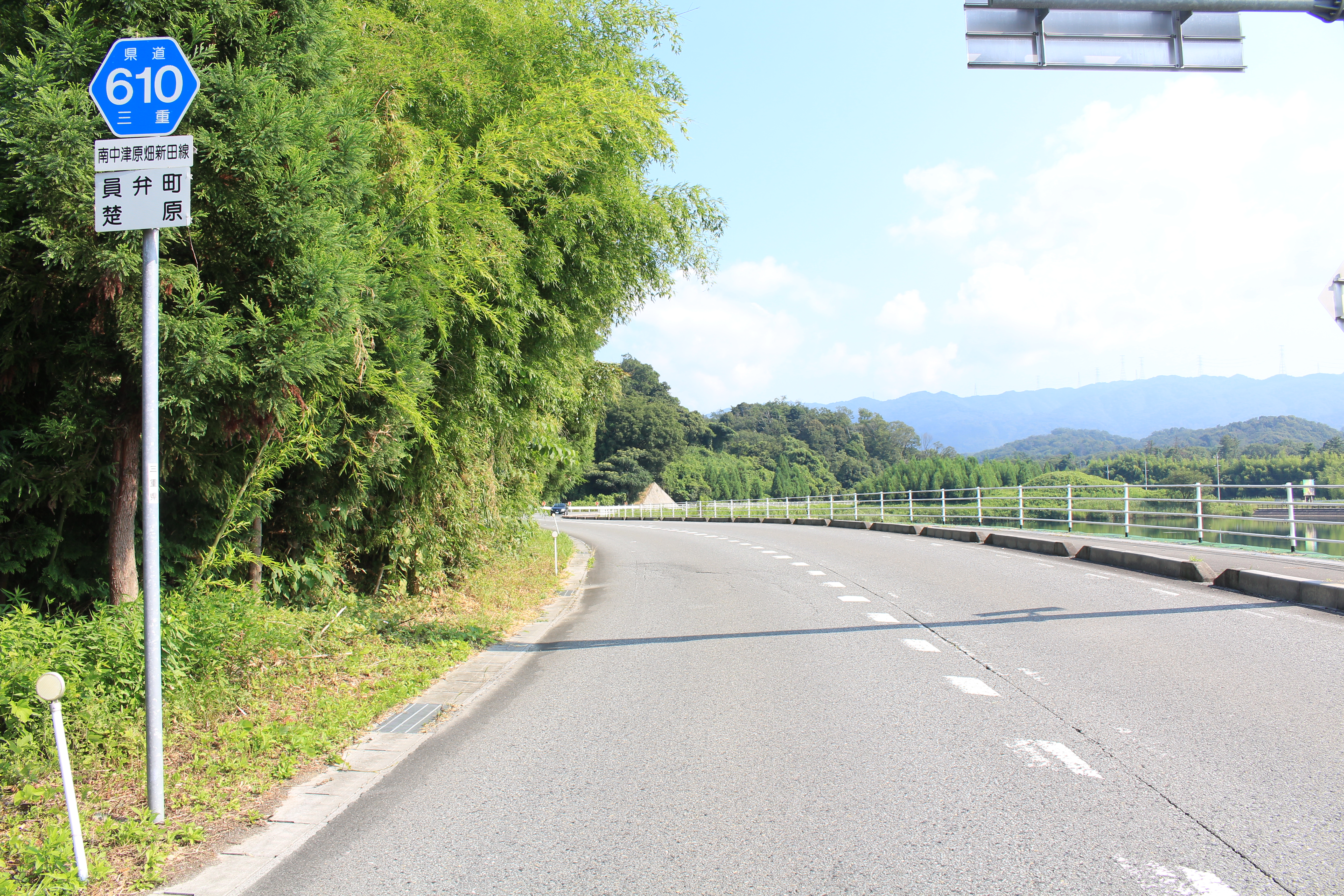
三重県道610号南中津原畑新田線、いなべ市員弁町楚原

### 通過する自治体
- 三重県
  - いなべ市

### 交差する道路
| 交差する道路                              | 交差する場所   | 交差する場所 |
| ----------------------------------------- | -------------- | ------------ |
| 三重県道609号東貝野南中津原丹生川停車場線 | 北勢町南中津原 | 起点         |
| 三重県道5号北勢多度線                     | 員弁町畑新田   | 終点         |

### 沿線
- ナガシマカントリークラブ
- トヨタ車体いなべ工場
- スリーレイクスカントリークラブ